# ساشا ۳۶۸۰
سیارک ۳۶۸۰ (به انگلیسی: 3680 Sasha، نامگذاری:1987MY) سه هزار و ششصد و هشتادمین سیارک کشف شده‌است که در ۲۸ ژوئن ۱۹۸۷ کشف شد.
قدر مطلق سیارک برابر ۱۲٫۹۰ است.